# 瓜蘇夸
26°52′S 58°3′W / 26.867°S 58.050°W
瓜蘇夸（西班牙語：Guazú Cuá），是巴拉圭的城鎮，位於該國西南部，由涅恩布庫省負責管轄，距離亞松森406公里，始建於1775年，面積1,130平方公里，2002年人口1,928，人口密度每平方公里2人。